# Koïchiro Matsuura
Koïchiro Matsuura, 松浦晃一郎, Matsuura Kõichirõ, født 29. september 1937 i Tokyo) er tidligere generaldirektør for UNESCO fra i 1999 til 2009.
Efter det tilbragte han to år på Haverford College i USA. Han begyndte sin diplomatiske karriere i 1961 med et job i Ghana som indeholdte diplomatiske kontakter til ti vestafrikanske lande.
Han har skrevet bøger på japansk, engelsk og fransk om UNESCO, internationale relationer, samspillet mellem diplomati og udviklingsarbejde, amerikansk-japanske relationer, fransk-japanske relationer og en historik over G8-møderne.